# Barwa seledynowa
Barwa seledynowa (fr. céladon) – jasna, bladozielona, delikatna zieleń. Ten kolor uzyskuje się z jasnozielonego i szarego.

## Historia i symbolika
Nazwa seledynu wywodzi się prawdopodobnie od imienia Salah ad-Din al-Ajjubi sułtana Saladyna panującego w XII w., który posiadał chińską kolekcję ceramiki z celadonu, lub od koloru szaty Céladona, bohatera siedemnastowiecznego romansu pasterskiego pt. „Astrea” autorstwa Honoré d’Urfé, w którym Céladon był symbolem kochanka wiernego, nieśmiałego, platonicznego i sentymentalnego.